# Kobus
Kobus A. Smith, 1840 è uno dei tre generi di antilopi africane appartenenti alla sottofamiglia dei Reduncini (Reduncinae). Le cinque specie che ne fanno parte, note collettivamente come antilopi d'acqua, sono animali di grandezza compresa tra quella del capriolo e quella del cervo nobile europeo (50-290 kg), e soltanto i maschi sono forniti di corna di lunghezza variabile, diritte, a forma di falce o a forma di S. Sul collo di alcune specie vi è una criniera non molto sviluppata, e talvolta una barba sulle guance e sulla gola. La colorazione del mantello può essere uguale nei due sessi, ma anche molto diversa. Hanno 4 capezzoli. Abitano le savane e le foreste situate in prossimità di corsi d'acqua, talvolta anche i territori paludosi o le steppe ad erba alta. Vivono in branchi, la cui composizione sociale varia a seconda della specie.
Il genere Kobus comprende complessivamente 5 specie e 10 sottospecie:
- Kobus ellipsiprymnus (Ogilby, 1833) - cobo;
  - Kobus ellipsiprymnus defassa (Rüppell, 1835) - cobo defassa;
  - Kobus ellipsiprymnus ellipsiprymnus (Ogilby, 1833) - cobo dall'ellisse;
- Kobus kob (Erxleben, 1777) - kob;
  - Kobus kob kob (Erxleben, 1777) - kob di Buffon;
  - Kobus kob leucotis (Lichtenstein e Peters, 1853) - kob dalle orecchie bianche;
  - Kobus kob thomasi (P. L. Sclater, 1896) - kob dell'Uganda;
- Kobus leche Gray, 1850 - lichi;
  - Kobus leche anselli Cotterill, 2005 - lichi dell'Upemba;
  - Kobus leche kafuensis Haltenorth, 1963 - lichi del Kafue;
  - Kobus leche leche Gray, 1850 - lichi rosso;
  - † Kobus leche robertsi (W. Rothschild, 1907) - lichi di Roberts;
  - Kobus leche smithemani (Lydekker, 1900) - lichi nero;
- Kobus megaceros (Fitzinger, 1855) - lichi del Nilo;
- Kobus vardonii (Livingstone, 1857) - puku.

In passato al genere Kobus veniva ascritto il solo cobo, in quanto il kob e il puku venivano classificati nel genere Adenota e il lichi e il lichi del Nilo, rispettivamente, nei due generi monotipici Hydrotragus e Onototragus. Tuttavia, negli anni '70, venne scoperto che le varie specie potevano incrociarsi tra loro. Il lichi dell'Upemba è stato riconosciuto come sottospecie criptica solamente nel 2005.